# 九四式四号型特殊受信機
九四式四号型特殊受信機（きゅうよんしきよんごうかたとくしゅじゅしんき）は大日本帝国陸軍が開発した受信機。送信機能はなく、10km以内の近距離での進路指示に用いられた。この無線機は兵員2名が携行する。直接必要な機材は1名で携行できた。
昭和9年審査開始。この受信機は歩兵や工兵の方向探知機である。森林、暗夜、濃霧、煙幕下での進路の決定や、現在地点の判定に使用することを想定した。また、徒歩兵1、2名で携行すること、方向探知可能距離は10kmとすることが方針とされた。4月、試験により、歩兵1名で運搬できる機材で所期の性能が得られることを確認し、最適周波数を決定した。5月から8月には試作機材の試験を数回繰り返し、第二次試作を行った。
昭和10年1月に試作機が完成。3月、陸軍歩兵学校にて試験し、方向維持と夜襲の誘導に価値が大きいと評価された。6月、陸軍工兵学校の渡河演習で試用した。暗夜渡河にて機材を人力搬送する際に誘導を実施し、実用価値が大きいことが確認された。さらに8月まで試験を依託し、夜間、煙霧、森林での方向維持に効果があること、渡河作業、陣地攻撃間の諸作業に工兵用特殊機材として極めて価値があると評価された。
昭和11年3月、第三次試作。試作機と他無線機の実績から短期に製造可能と判断された。11月に陸軍技術本部に本機への意見を求め、異論はなかったことから仮制式制定を上申した。

## 構成
受信装置、空中線、付属品で構成される。
受信装置内容
- 受信機・拡大と検波機能を持つ。機体の下部は方向指示器になっている。周波数範囲は1,000から1,500キロサイクル毎秒。
- 付属品・受話器など
- 予備品・交換用部品

空中線内容
- 枠型空中線・一辺300mmの正方形で折畳み式の枠にワイヤーを巻き付けたもの。
- 補正空中線・全長約1130mm、繰り出し式。
- 付属品・携帯電圧計、革製の収納用具（革へんに室）2個